# Ди Санто, Селина
Селина Ди Санто(исп. Celina Di Santo, 23 февраля 2000, Эстебан-Эчеверрия, Аргентина) — аргентинская хоккеистка на траве, полузащитник.

## Карьера
В 2019 году Ди Санто была вызвана в старшую национальную женскую сборную. Она участвовала в команде, которая заняла четвёртое место в Профессиональной лиге 2019 в Амстелвине.
Выиграла золотую медаль на юношеских Олимпийских играх 2018 года в Буэнос-Айресе.